# Ramses Gamila
De Ramses Gamila is een Egyptische auto uit de Ramses-serie, vernoemd naar de Egyptische farao Ramses II.
De Ramses Gamila was een open tweedeurssportauto (cabriolet) uit begin jaren zestig van de Egyptian Light Transport Manufacturing Company, die niet lang na de Ramses Utilica op de markt kwam. Het model was een ontwerp van Giovanni Michelotti (1921-1980) voor Vignale in Turijn. De Gamila was uitgevoerd met een Duitse luchtgekoelde NSU-tweecilindermotor van 600 cc.
De Gamila is een zeldzaam model: de eerste twee jaar werden er slechts 300 geproduceerd en 1965 was een topjaar met 400 exemplaren.